# Deslocamento de caráter
Deslocamento de carácter refere-se ao fenómeno no qual diferenças entre espécies similares, cujas distribuições se sobrepõem geográficamente, estão acentuadas em regiões onde as espécies co-existem mas estão minimizadas ou não existem onde a distribuição das espécies não se sobrepõem.
O termo “deslocamento de caractere” foi cunhado por Brown e Wilson (1956), mas a ideia por trás da teoria é bem mais antiga. Gause (1934) demonstrou experimentalmente que duas espécies não podem coexistir em uma região se elas apresentarem exatamente a mesma necessidade por recursos. Mesmo Darwin, em A origem das espécies (1859), fez afirmações similares, mas provendo apenas suporte empírico para as tais. Nessas situações, uma das espécies acabará ganhando a disputa, enquanto a outra tenderá a se extinguir.
Essa hipótese cunhada de exclusão competitiva tornou-se um marco para o estudo de ecologia pois apresenta uma implicação interessante, espécies podem apresentar uma coexistência estável caso apresentem diferenças no uso de recursos. Portanto, em uma situação na qual duas espécies entram em competição por recursos, as duas sofreriam grande pressão para divergir no uso dos mesmos, em vista que a competição é prejudicial para ambas naquele ambiente, podendo causar a extinção de uma delas. Nesse caso, os indivíduos que nascerem com características mais diferenciadas da outra espécie tenderiam a ter maior sucesso reprodutivo, e caso esses caracteres fossem passados através dos genes, as espécies evoluiriam com os novos aspectos, diminuindo assim a competição.

Mesmo que espécies semelhantes que vivam juntas não compartilhem algumas características morfológicas e nem a forma que utilizam os recursos do ambiente, não é possível afirmar que essas diferenças são originárias de um período pré-interação. Uma das hipóteses possíveis seria exatamente esta:
As espécies podem ter adquirido novas características para explorar diferentes recursos em locais onde não havia competição, e quando as duas espécies entraram em contato essas características anteriores foram mantidas. Outra explicação possível seria que as espécies adquiriram essas diferenças em um momento pós-interação, tendendo a diminuir a interseção entre seus nichos e consequentemente a competição.
A forma encontrada para comprovar uma dessas hipóteses é a partir de análises de caracteres morfológicos de espécies que ocorrem em locais onde há competição, bem como nos quais são isolados dela. Quando duas espécies coexistem em uma mesma região são chamadas de  simpátricas , e nas regiões em que não se sobrepõem são chamadas de alopátricas.
Considerando uma mesma região dividida em três áreas A, B e C, a área A é ocupada apenas pela espécie 1, sendo ela alopátrica nessa área. A mesma situação ocorre para a espécie 2 na área C: essa espécie ocupa a área sem presença da espécie 1, sendo também alopátrica. Já na área B as duas espécies coexistem, sendo, portanto simpátricas e competindo por recursos. Caso as diferentes características entre essas espécies, na área B, sejam mais pronunciadas do que quando comparadas às que ocupam áreas alopátricas (A e C), podemos afirmar que essas diferenças foram adquiridas após a interação entre elas naquela região, sendo resultado direto de uma pressão seletiva para diminuir a competição. Esse processo é chamado de deslocamento de caracteres.

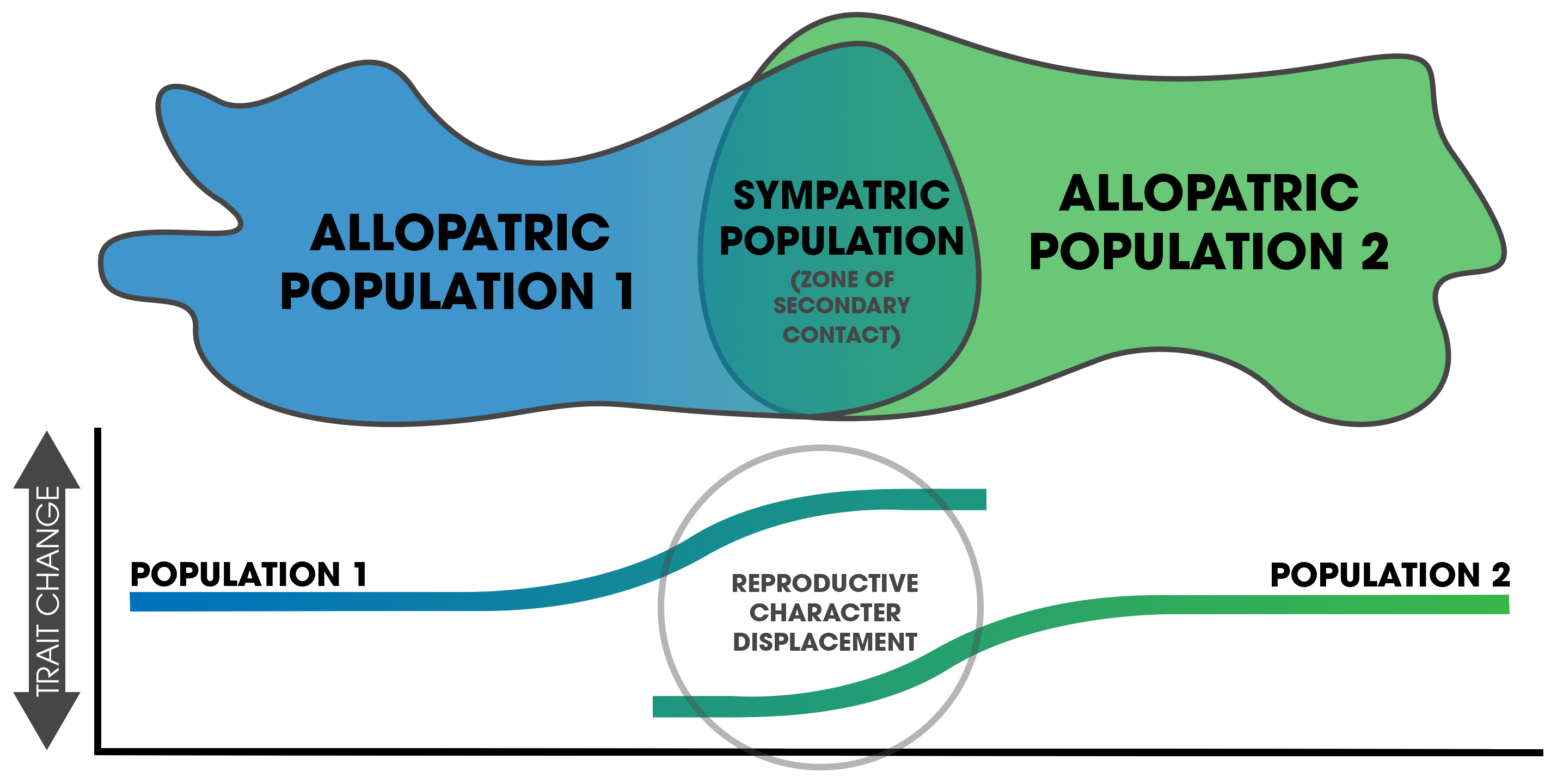
A figura representa o contato entre duas populações alopátricas. Quando ocorre interação entre essas espécies, as mesmas se tornam simpátricas, acarretando em mudanças nas características de acasalamento. Esses padrões de deslocamento de caracteres reprodutivos detectados em populações de espécies que existem em zonas de sobreposição indicam que o processo de especiação por reforço ocorreu.

## Fatores que facilitam o Deslocamento de Caracteres
Quatro fatores não excludentes parecem facilitar o deslocamento de caractere, tornando-o mais provável de ocorrer.
1- Forte seleção contra interações entre indivíduos de duas espécies que competem pelo mesmo recurso:
Em situações em que a hibridização é muito desfavorável para alguma espécie, a probabilidade de ocorrência de deslocamento de caractere reprodutivo aumenta. E no caso de interação, uma espécie ter um custo de hibridização maior que a outra, a tendência a se diferenciar será maior.
2- Oportunidade ecológica (disponibilidade de diferentes recursos subutilizados por outras espécies):
O deslocamento de caractere gera um novo uso de recurso naquela região de coexistência das espécies. Portanto, para que o deslocamento ocorra, alguns recursos exploráveis que não estão sendo utilizados por outras espécies precisam estar disponíveis naquela área. Caso não estejam, é mais provável a ocorrência de exclusão competitiva entre as duas espécies do que a ocorrência de deslocamento de caractere.
3- As espécies já apresentam uma pequena diferenciação fenotípica quando entram em contato com a outra:
Mesmo que essa não seja uma situação essencial, uma vez que o deslocamento de caractere pode ocorrer em situações de similaridade muito acentuadas. Esse processo normalmente é facilitado caso haja presença de algumas diferenças, que seriam então amplificadas pela seleção, agindo para diminuir as interações competitivas. Na ausência dessas diferenças iniciais, o deslocamento pode ocorrer, mas é muito mais provável que uma espécie leve a outra à extinção por exclusão competitiva.
4- Os indivíduos dentro de cada espécie já apresentam uma grande variação de fenótipos:
Essa variação intraespecífica de fenótipos facilita o deslocamento de caractere, pois aumenta a possibilidade desse processo ocorrer através de uma filtragem seletiva de diferentes fenótipos. Pelo fato do processo ocorrer relativamente rápido, uma maior abundância de variações iniciais aumenta sua probabilidade e diminui as chances de exclusão.

## Consequências do Deslocamento de Caractere
O deslocamento de caractere resulta em diferentes características entre espécies que interagem competitivamente e entre populações alopátricas e simpátricas da mesma espécie.
Como consequência dessas alterações de menor escala, esse processo acaba por influenciar alguns padrões macroevolutivos. Os quatro principais processos influenciados pelo deslocamento de caractere são: evolução correlacionada de outros caracteres, seleção sexual, especiação e extinção.

### Evolução correlacionada de outros caracteres
Durante o deslocamento de caracteres, populações simpátricas e alopátricas de uma mesma espécie divergem em características relacionadas ao uso de recurso e reprodução. Além disso, podem divergir em outras características não diretamente ligadas a essas duas funções, devido à evolução correlacionada aos caracteres que são alvos da seleção. Tais divergências podem levar à amplificação do isolamento reprodutivo entre eles.

### Seleção sexual
O deslocamento de caractere pode gerar consequências sobre a seleção sexual de um grupo de duas maneiras:
- Alterando o comportamento de fêmeas com relação a qual parceiro escolher para se reproduzir, gerando, assim, uma cascata de alterações nessa espécie. Um exemplo a ser citado seria no caso de uma espécie em que as fêmeas selecionam machos que possuem características exuberantes e custosas, como cores fortes ou penas compridas, no caso de aves. Essas fêmeas, ao entrarem em contato com indivíduos de outra espécie competidora que também apresentam os mesmos padrões de características exuberantes, poderiam sofrer deslocamento de caractere alterando as características que valorizam na escolha do parceiro, a fim de diminuir a hibridização. O problema é que esse deslocamento, ao alterar o padrão de características dos machos escolhidas pelas fêmeas, diminui a capacidade de diferenciar se um macho pode prover os melhores genes para a prole, possivelmente diminuindo a capacidade de sobrevivência dessa população.

- Alterando os alvos da seleção sexual em populações simpátricas de uma espécie. O deslocamento de caractere gera uma alteração de comportamentos sexuais apenas na população simpátrica da espécie, acarretando em uma divergência cada vez maior entre a população simpátrica e a alopátrica, possivelmente iniciando um processo de especiação.

### Especiação
- O deslocamento de caracteres potencialmente tem função crítica na especiação, podendo atuar principalmente de duas formas:       Iniciando o processo de divergência e de isolamento reprodutivo entre dois grupos da mesma espécie, uma vez que promove diferenciação de características de grupos dessa espécie que entram em contato com o competidor.

- Finalizando o processo de especiação de grupos já divergentes.

### Extinção
De modo geral, o deslocamento de caractere promove a coexistência de espécies através da diminuição de interações que levariam à exclusão competitiva de uma delas. Porém, mesmo quando o processo de deslocamento promove a coexistência, ele pode gerar uma diminuição indireta de sobrevivência e frequência reprodutiva dos grupos simpátricos. Consequentemente, populações simpátricas apresentariam um risco maior de extinção quando comparadas com as populações alopátricas, gerando em longo prazo a extinção dessas populações.
Um exemplo seria o deslocamento de caractere levando a população simpátrica de uma das espécies a explorar um novo recurso da região que apresenta qualidade inferior ou de distribuição restrita. Esse recurso de menor qualidade pode suportar apenas uma população menor, que ficaria mais sujeita a eventos aleatórios ocasionados por elementos naturais, o que poderia levar a extinção dessa população.

## Exemplos de Deslocamento de Caractere

### Tentilhões de Galápagos
Um dos exemplos de ocorrência de deslocamento de caracteres é o dos tentilhões de Galápagos, os mesmos pássaros que inspiraram Darwin a formular a teoria da evolução das espécies através da seleção natural em sua viagem a bordo do Beagle.arquipélago de Galápagos, as espécies de tentilhão G. fuliginosa e G. fortis ocupam independentemente a Ilha de Los Hermanos e a Ilha Daphne, não precisando competir por recursos entre elas. Nessas ilhas, as duas aves apresentam padrões de profundidade do bico bem similares, com média de 10 cm.
Já em outras regiões, como nas Ilhas de Floreana e San Cristóbal e Ilhas Pinta e Marchena, essas espécies coexistem e competem por recursos. Nessas ilhas, a diferença entre as profundidades dos bicos das duas espécies aparece de forma muito mais evidente. Enquanto os tentilhões da espécie G. fulinosa passaram a apresentar menor profundidade, com distribuição de aproximadamente 8 cm, os indivíduos da espécie G. fortis manifestaram bicos de maiores profundidades, que variam de 11 até 17 cm.
Essa observação indica que essas variações na morfologia do bico das duas espécies são resultado de adaptações que visam diminuir a competição nas ilhas em que elas coexistem.
Um ponto importante a ser ressaltado é que o deslocamento de caractere é mais facilmente identificado entre duas espécies diferentes, mas de um mesmo gênero, uma vez que a probabilidades delas compartilharem o mesmo nicho ecológico é maior, ou seja, possivelmente utilizam recursos similares e ocupam regiões próximas.

### Gastrópodes de Indiana
Duas espécies de gastrópodes (Physa gyrina e Lymnaea elodes) vivem em um conjunto de lagos no nordeste de Indiana, Estados Unidos. Elas apresentam nichos semelhantes e são parecidas morfologicamente. Quando há ocorrência das duas no mesmo ambiente, a fecundidade de Physa e reduzida por Lymnaea apresentar maior sucesso reprodutivo durante o verão, ou seja, tem uma quantidade de ovos postos maiores. Os ovos de Physa são resistentes à seca e apresentam uma postura antecipada, o que faz com que a espécie tenha capacidade de explorar o ambiente com mais antecedência em relação a sua concorrente depois da estação seca.

### Algas de água doce
Duas espécies de algas Diatomáceas de água doce (Asterionella formosa e Synedra ulna) utilizam silicato para a formação de suas paredes celulares. Entretanto, quando as duas estão em competição, a Synedra obtém maior sucesso por espoliar muito silicato do meio, ao ponto de diminuir a concentração no ambiente.

### Abelhas mamangavas
Duas espécies de mamangavas (Bombus appositus e B. flavifrons) são capazes de forragear a procura de néctar sobre duas flores (Espora e Acônito). Quando as duas espécies ocorrem em um mesmo ambiente, elas demonstram características adaptativas para se especializarem em apenas uma dessas flores, enquanto torna a mesma menos atrativa para a espécie concorrente. B. apossitus apresenta uma proboscide longa, o que permite um melhor aproveitamento do néctar da Espora, por suas flores possuírem uma corola tubular e alongada. Enquanto isso, B. Flavifrons adquire especializações para a utilização do néctar da flor Acônito.

### Mangustos na índia
Uma pequena espécie de mangusto (Herpestes javanicus), quando compartilha o mesmo habitat com outras espécies de porte maior (H. edwardsii e H. smithii), apresenta uma modificação em sua dentição que faz com que seus caninos fiquem menores do que quando a espécie se encontra isolada geograficamente. Essa adaptação permite que esses indivíduos possam se alimentar de presas menores, enquanto seus concorrentes consomem presas maiores.